# 緊急結婚特番
緊急結婚特番（きんきゅうけっこんとくばん）とは、フジテレビで2006年4月3日24:25〜25:25に放送された単発番組。小野真弓が出演するブライダル会社のタイアップ企画。

## 概要
本来の目的は小野が出演するブライダル会社のタイアップ企画で、一見すれば立派なドキュメンタリー番組だが、実はフィクションという「モキュメンタリー」である。だが、それを告知していなかったために、予備知識があった視聴者やそうではなかった視聴者も、本当に小野と小沢一敬が結婚すると思いつつ視聴した。番組の最後で「第1回『緊急結婚特番』はほぼフィクションでした」とテロップが出たが、ドキュメンタリーだと信じた視聴者からフジテレビに非難の電話が殺到しただけでなく放送倫理・番組向上機構（通称：BPO）にもこの番組に関する苦情が殺到した。フジテレビは予想外の抗議の多さに、後に謝罪文を公式ホームページに掲載した。
当番組の放送作家や一部の視聴者は「見る前から明らかにドッキリである事は容易に判断できた」と意見を述べている。タイトルに「緊急」とついているのは事実だが、約1か月分のテレビ番組表を掲載するテレビ情報誌には既に記されているため、“緊急”ではない事はわかるしこのような芸能人同士の結婚や結婚式などを極秘に進める事は難しいといえる。
番組に参加した両名や小沢の相方・井戸田潤らは番組の詳しい趣旨を事前に知らされておらず、台本も渡されなかった。小沢と小野はスタッフに「1週間、恋人として過ごしてください」と設定だけを言われたという。また今回の番組にサポート役として携わったウェディングプランナーの有賀明美も、「ヤラセやドッキリではなく、結婚式の裏側を撮ったドキュメントとして真摯な態度でこの番組に取り組んだ」とのことである。詳しい内容は有賀のブログにて公開されているが、今回の騒動はあくまで製作者側の落ち度である、というのが結論である。

## 番組内容
グラビアアイドルの小野真弓とお笑いタレントの小沢一敬（スピードワゴン）がカップルとなり結婚式を挙げる、その過程に密着したドキュメント番組として放送された。

### 出演者・スタッフ
- 小野真弓
- 小沢一敬（スピードワゴン）
- 井戸田潤（スピードワゴン）
- 放送作家：三枝玄樹

## 放送終了後
多数の芸能人がこの番組を視聴していたようで、様々な所で意見が述べられており、カンニング竹山が週刊誌コラムで『タレントにメリットはあったのだろうか？』と書いていたのをはじめとして、ほとんどの芸能人が同様の雑感を述べている。
- スピードワゴンが同年11月6日放送回の「痛快!明石家電視台」（毎日放送）に出演した際、明石家さんまは「本当なのかドッキリなのかわからない、ヤラセでもないし…。最後まで見てもわからなかった、何の目的でやったの?」と苦言を呈し、呆れ顔を見せた。もちろん何のためにやったのかは、当事者である主演2人さえも知らなかった。
- ナインティナインの岡村隆史は「ナインティナインのオールナイトニッポン」の2006年4月6日放送分にて「フジテレビに抗議の電話かけようと思った」「見終わった後怒りが込み上げてきた」と語った。また相方の矢部浩之は「業界内でも物議を醸している」と語っている。

## 「ほぼフィクション」の理由
- 番組に参加したウェディングプランナーも真剣に取り組んでいた。そして、小沢と小野が結婚式の準備も実際に行っているため「“ほぼ”フィクション」とつけられた。

## 裏話
- 収録後に小沢は小野と2人っきりで食事をしたという。1週間、フィクションとはいえ恋人として過ごした小沢は感情移入してしまい「俺、小野さんの事本気で好きになっちゃたかも〜」と発言、しかし小野に笑顔で冷静に「小沢さんは、番組の魔法にかかってるだけだよ」と返された。そこで改めて小沢はフィクションであった事を理解し、「俺、イタいな〜」と痛感したらしい。なお挙式のシーンでは2人とも感極まって涙を流し、最後のオチの所で小野が小沢を「泣いたー！泣いたー！」とからかったほか、スタッフもそんな2人に「なんでこの茶番で泣いてるの？」とツッコミを入れていた。
- 小沢はこれまで人の目を見て真剣な言葉を言った事がなかったそうで、挙式シーンの際には小野へのサプライズとしてこの1ヶ月の感謝の気持ちを込めた直筆の手紙を読み上げた。この部分は放送されていないが、2人の感極まった涙の理由の一つはこれだったという。
- 趣旨も伝えられなかったため井戸田は2人が本当に結婚すると思っていたらしく、小沢を8年ぶりに飲みに誘ったという。これに小沢は「何かお前もきつかったよ」と発言している。